# Museu Arqueològic i d'Història d'Elx
El Museu Arqueològic i d'Història d'Elx (MAHE) és el museu d'arqueologia de la ciutat d'Elx (Baix Vinalopó, País Valencià). El MAHE s'ha convertit en un referent arqueològic a nivell regional de gran importància. Està situat a l'interior del palau d'Altamira (també anomenat alcàsser de la Senyoria), al centre històric de la ciutat, molt proper a la Basílica de Santa Maria. Porta el nom de l'arqueòleg il·licità Alejandro Ramos Folqués.

## Història

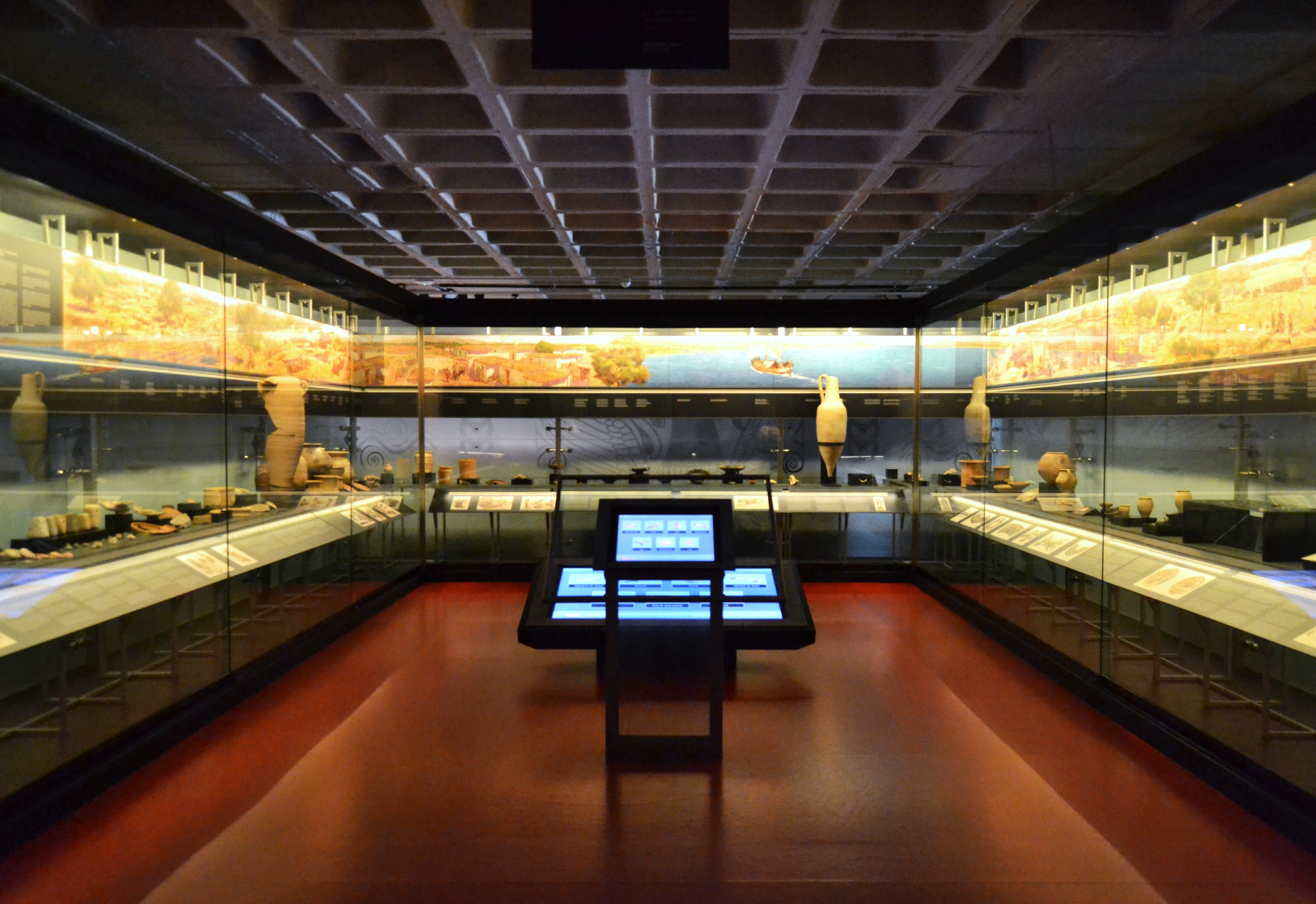
Interior del museu

La història del MAHE és llarga, des d'un primer museu municipal el 1940, fins l'actual Museu Arqueològic i d'Història d'Elx Alejandro Ramos Folqués.
L'origen del museu arqueològic municipal es pot rastrejar fins a la col·lecció de Pere Ibarra i Ruiz (Elx, 1858 – 1934), erudit i historiador local. Aquesta col·lecció estava formada per documents històrics, llibres, peces arqueològiques i històriques arreplegades per ell en les investigacions que va dur a terme. L'ajuntament d'Elx va acordar el pagament d'una pensió a la vídua d'Ibarra a canvi de la col·lecció el 1935, prèviament inventariada a la seua mort. Fins després de la guerra Civil no s'establirà la comissió encarregada del traspàs del museu Ibarra a l'ajuntament, gràcies a l'arxiver Alejandro Ramos Folqués.
En un primer moment el Museu Arqueològic Municipal tingué la seu al mateix domicili de Pere Ibarra però en morir la vídua d'Ibarra el 1946 la col·lecció s'emmagatzema. La documentació i els llibres passen a la biblioteca i a l'arxiu i els objectes a diferents dependències, una petita part s'exposà al pavelló del parc municipal.
Aquesta ubicació aviat es mostrarà insuficient per a allotjar els materials procedents de diferents excavacions arqueològiques realitzades al terme d'Elx (com les del Parc Municipal, de les campanyes del jaciment del Promontori o de la cova de les Aranyes del Carabassí o Caramoro). És per això que després de la restauració parcial del palau d'Altamira i de part de la col·lecció als anys vuitanta, el museu es trasllada a aquest emplaçament, obert al públic el 29 de novembre del 1985.

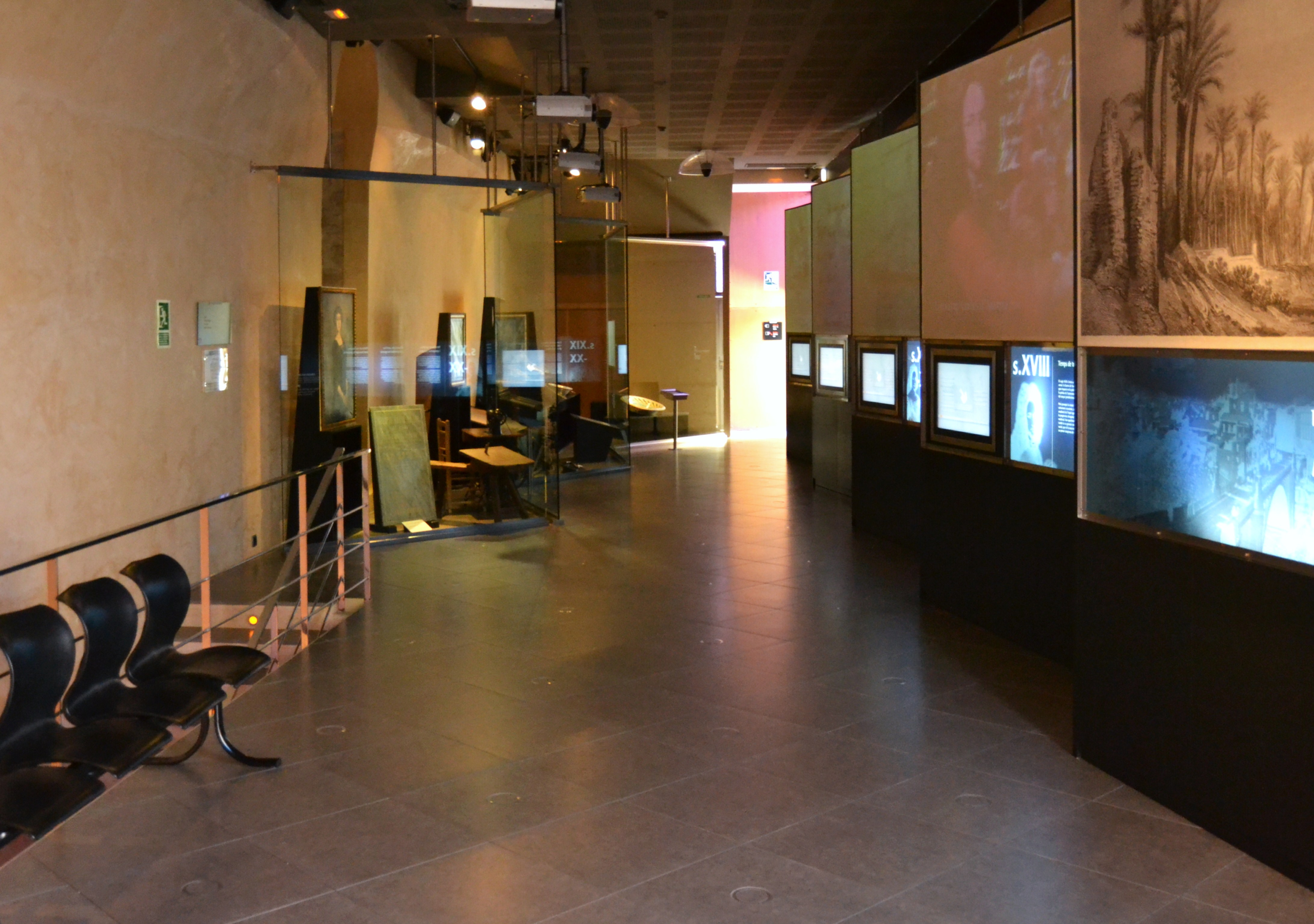
Secció d'història del museu al palau d'Altamira.

El 1994 la Generalitat Valenciana reconeix el museu com a tal, sota la denominació de Museu Arqueològic Municipal d'Elx (DOGV de 28 de març del 1994) i s'integra en la Xarxa de Museus i Col·leccions Museogràfiques Permanents del País Valencià.
Amb el temps la necessitat d'adaptar la seua museologia tradicional a una actual i la necessitat d'espai van dur a remodelació completa del museu. Aquest va tancar les portes el febrer del 2004 i començaren les obres de l'actual MAHE. S'excavà el pati d'armes i la zona que ocupen les noves instal·lacions, descobrint-se una porta d'accés a la ciutat en època almohade i un llarg fragment de la muralla islàmica de la ciutat.
Les dues seccions del museu, arqueologia i història, estan en dues ubicacions diferents: la primera en un espai de nova planta soterrat i en relació amb la muralla i la segona s'emplaça al palau d'Altamira, amb un discurs recolzat en les noves tecnologies i unes poques peces seleccionades.
Finalment el nou museu va ser inaugurat el 18 de maig del 2006, Dia Internacional dels Museus, amb una exposició sobre la cultura ibèrica entre la qual es trobava la Dama d'Elx, una de les peces més significatives de l'art iber. El bust va ser cedit temporalment pel Museu Arqueològic Nacional durant sis mesos, i que va ser instal·lat en una sala de la torre de l'Homenatge, especialment preparada.

## Contingut

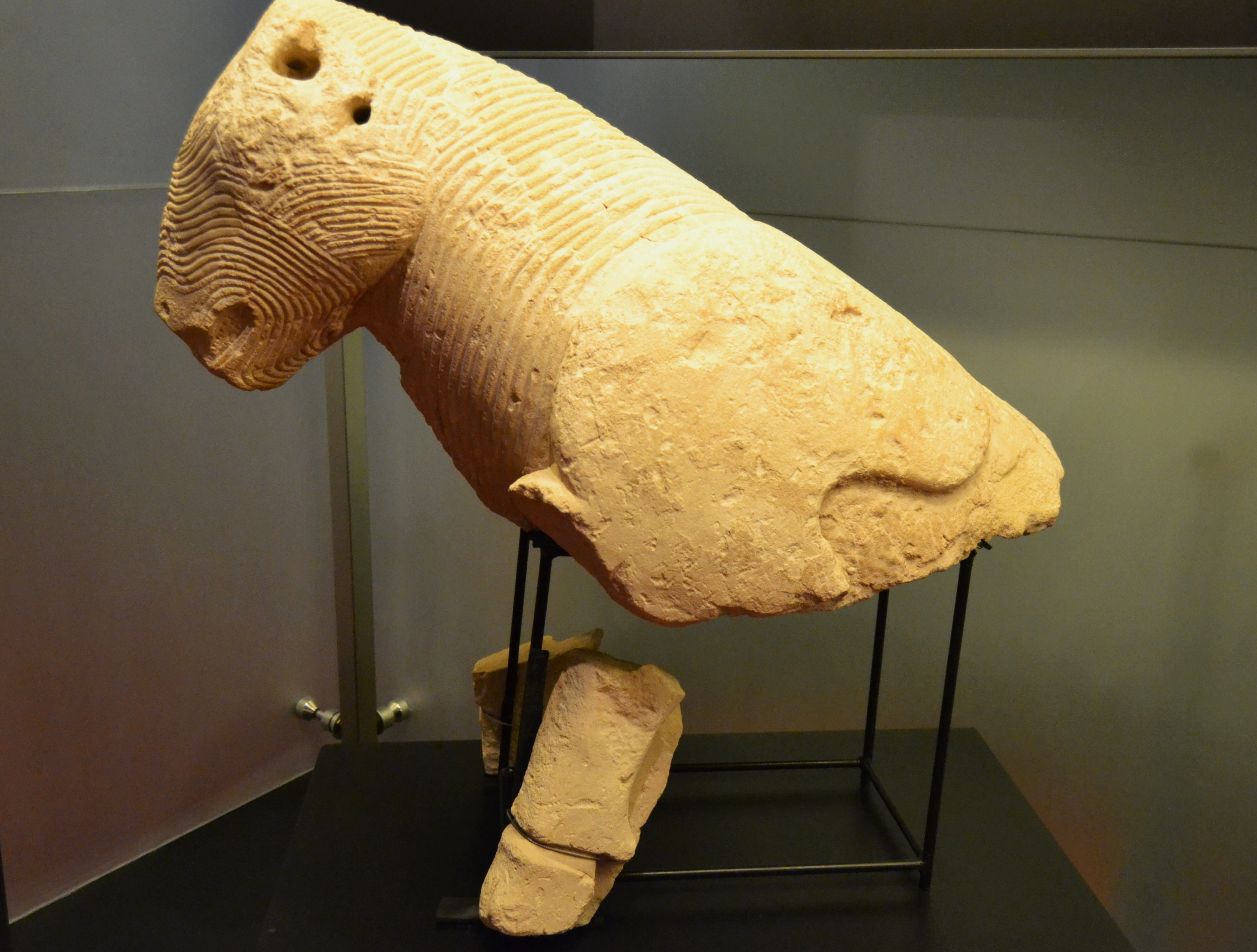
Bou del Parc d'Elx

El museu s'articula en dues seccions: arqueologia i història:
La zona dedicada a l'arqueologia ocupa sis sales i ofereix una visió general sobre les diferents etapes que han anat donant-se a la ciutat, com són el Neolític, l'Eneolític, l'edat del bronze, l'etapa ibera, el procés de romanització, l'època visigoda, l'assentament islàmic (actual emplaçament de la ciutat) fins a arribar als nostres dies. Les restes arqueològiques procedeixen principalment dels jaciments de l'Alcúdia, del Parc d'Elx (situat en un dels jardins de la ciutat i que ha proporcionat importants restes escultòriques) i el del Arenero de Montfort .
La secció d'història s'emplaça a l'alcàsser de la Senyoria o palau d'Altamira, edificat sobre l'antic sistema defensiu d'origen musulmà. Alberga el discurs museogràfic corresponent a la moderna ciutat d'Elx, des de la seua fundació cap al segle X fins a l'actualitat mitjançant pantalles tàctils, projeccions audiovisuals i peces que contextualitzen el moment històric en què es van crear.